# Georg Krüger-Haye
Georg Krüger-Haye, ursprünglich Georg (Ludwig Ernst) Krüger (* 4. Juli 1864 in Rattey; † 3. November 1941 in Neustrelitz, begraben in Burg Stargard) war ein deutscher evangelisch-lutherischer Geistlicher und Autor.

## Leben
Krüger war ein Sohn des Theologen (Johann Joachim) Heinrich Krüger (1825–1887), der Hausvater im Rettungshaus Bethanien in Rattey und nach dessen Verlegung 1872 in Neubrandenburg war, und dessen Frau Mathilde, geb. Haye († 1901). Krüger war jüngeres von 11 bekannten Geschwistern, darunter der Theologe und zeitweilige Seminardirektor in Mirow, Adolf Krüger (1853–1923). 1931 änderte Krüger unter Hinzufügung des Geburtsnamens seiner Mutter den Familiennamen offiziell in Krüger-Haye.
Ab 1873 besuchte er das Gymnasium in Neubrandenburg, bestand Ostern 1883 das Abitur und studierte dann bis 1886 Evangelische Theologie an den Universitäten Erlangen und Leipzig. Von 1886 bis 1889 war er Hauslehrer in der Familie von Superintendent Georg August Friedrich Kleinschmidt in Groß Solschen bei Peine. Nach kurzem Aufenthalt bei seinem Bruder in Mirow wurde er 1889 Rektor der Bürgermädchenschule in Schönberg (Mecklenburg) und 1891 Zweiter Pastor an St. Laurentius in Schönberg. 1902 wurde er Propst in Strelitz, ab 1903 zugleich Geistlicher der Landesirrenanstalt Domjüch. 1907 wurde er zum Pastor in Burg Stargard berufen und hier 1910 Präpositus und 1920 Propst. 1922 erhielt er den Titel Kirchenrat. 1925 kam er als Oberkirchenrat und Erster Pastor an der Stadtkirche nach Neustrelitz. Er widmete sich besonders Aufgaben der Inneren Mission, dem Verein für Gefängnisseelsorge und den Zielen des Gustav-Adolf-Vereins und war auch Betreuer kirchlicher Bibliotheken.
Zum 1. Mai 1934 ging er auf eigenen Wunsch in den Ruhestand, führte die Geschäfte des mecklenburg-strelitzischen Teils der Landeskirche jedoch zunächst weiter. 1935 kam er als wissenschaftlicher Mitarbeiter an den Oberkirchenrat in Schwerin und wurde hier 1938 Archivar im Landeskirchenarchiv. Ab 1939 übernahm er die Vertretung des zum Kriegsdienst eingezogenen Neustrelitzer Landessuperintendenten Hans-Heinrich Fölsch.
Krügers Agieren in der NS-Zeit und seine Berufung in allerhöchste Kirchenämter und Leitungsfunktionen lassen seine besondere Nähe zur nationalsozialistischen Bewegung erkennen. Ohne selbst Mitglied der NSDAP geworden zu sein entwickelte sich Krüger schnell zu einem der führenden Protagonisten der nationalsozialistischen Bewegung in Südostmecklenburg. Gemeinsam mit Arnold Gentzke sorgte er als Mitglied des Neustrelitzer Oberkirchenrats 1933 dafür, dass Probst Johannes Heepe, Führer des NS-Pastorenbundes in Mecklenburg-Strelitz, als Mitarbeiter des Oberkirchenrates berufen wurde. Gemeinsam verdrängten sie Gerhard Tolzien als Landesbischof, der 1934 von den Nazis zum Rücktritt gezwungen wurde. In der Folgezeit war Krüger maßgeblich an der Abwicklung der mecklenburg-strelitzschen Landeskirche und deren Eingliederung in die [seit 1934] gesamtmecklenburgische Kirchenverwaltung in Schwerin beteiligt. „Mit begeisterter Freude begrüßte er [Krüger-Haye] das Werden des Dritten Reiches. [...] So stellte er sich sofort [...] jenem Kirchenregiment voll zur Verfügung, welches als einziges in Deutschland ausschließlich aus Parteigenossen [der NSDAP] bestand“. Seine nationalsozialistische Gesinnung sah man als derart sicher gegeben an, dass man auf dem Weg zur Ehrenpromotion „von der Einholung einer Stellungnahme der Parteidienststelle [der NSDAP]“ absah.
Krüger-Haye beschäftigte sich intensiv mit der Kirchengeschichte von Mecklenburg-Strelitz. Sein Hauptwerk ist die Herausgabe des von einer Expertenkommission unter seiner Leitung seit 1913 erarbeiteten zweibändigen Inventarwerkes Die Kunst- und Geschichts-Denkmäler des Freistaates Mecklenburg-Strelitz (1921–1934).
Er war seit 1895 Mitglied des Vereins für mecklenburgische Geschichte und Altertumskunde, wurde 1901 Begründer, Vorsitzender und seit 1903 Ehrenmitglied im Heimatbund für das Fürstentum Ratzeburg und war 1925 Gründungsmitglied des Mecklenburg-Strelitzer Vereins für Geschichte und Heimatkunde.
Am 31. Oktober 1940 ernannte ihn die Theologische Fakultät der Universität Rostock zum Ehrendoktor.
Nachlassteile befinden sich im Landeskirchlichen Archiv Schwerin und im Landeshauptarchiv Schwerin.
Georg Krüger war seit 1892 verheiratet mit Margarete Basedow (1871–1944), Tochter des Behindertenpädagogen und Direktors der Bildungs- und Pflege-Anstalt für geistesschwache Kinder Schwerin Johann Basedow (1830–1899), und hatte (mindestens) vier Kinder. Seine Familiengrabstelle auf dem Friedhof Burg Stargard ist erhalten.

## Werke
- Die Pastoren im Fürstentum Ratzeburg. 1899 (Digitalisat)
- Dreißig Dörfer des Fürstentums Ratzeburg. 1901
- Die Pastoren im Lande Stargard. In: Jahrbücher des Vereins für Mecklenburgische Geschichte und Altertumskunde 69 (1904), S. 1–270 (Volltext)
- Staat und Kirche. 1919
- [Herausgeber:] Die Kunst- und Geschichtsdenkmäler des Freistaates Mecklenburg-Strelitz. 2 Bände in 4 Teilen. 1921–1934 (Digitalisate)
- Kirchengeschichte von Mecklenburg-Strelitz 1701-1934. 1935